# Cycas siamensis
Thiên tuế xiêm (tên khoa học: Cycas siamensis) là một loài thực vật hạt trần trong họ Cycadaceae. Loài này được Miq. mô tả khoa học đầu tiên năm 1863. Loài này phân bố chủ yếu ở Campuchia, Myanmar, Thái Lan và Việt Nam loài cây này cũng có thể có ở Lào. Nó bị đe dọa do buôn lậu trái phép, cháy rừng, mất môi trường sống và mở rộng đất nông nghiệp.

## Mô tả
Cycas siamensis là một loại cây thân ngắn, đơn tính, có gốc phình to và tán rất đẹp. Cây có đặc điểm tương tự như Cycas circinalis ở một số đặc điểm, nhưng có màu sẫm hơn và lá phát triển thẳng đứng hơn và nó cũng có vẻ là loài phát triển nhanh hơn. Các lá có hình lông chim, có cuống lá rất ngắn và các lá chét ở gốc giảm dần kích thước về phía các gai. Cây có nhiều màu sắc khác nhau từ trắng đến vàng, cam đến nâu, tùy thuộc vào màu lông trên lá. Không có đặc điểm phân biệt rõ ràng nào khác và tất cả chúng phải được coi là cùng một loài. Nón đực có hình dạng thuôn dài rõ rệt và có màu vàng hoặc cam. Hạt có màu vàng đến cam.

## Môi trường sống và sinh thái
Cycas siamensis xuất hiện ở các khu rừng gió mùa khô theo mùa với mùa ấm, ẩm và mưa, sau đó là mùa hạn hán nóng. Thảm thực vật này dễ bị cháy. Ở Thái Lan, cây mọc trên đất có nguồn gốc từ đá vôi và trong các kẽ hở của các tảng đá vôi. Ở Việt Nam, cây mọc trên đất cát, đá ở đồng cỏ bị xáo trộn hoặc ở tầng dưới của rừng thưa, khô, nhiều đá. Các quần thể xuất hiện dưới ánh nắng đầy đủ đến bóng râm nhẹ ở vùng rừng thưa thấp trên vùng đất bằng phẳng hoặc trên đồi thấp, thường ở các quần thể rậm rạp. Những khu rừng này có đặc điểm ẩm ướt và khô theo mùa với các kiểu thời tiết gió mùa của khu vực, với thời gian khô hạn đặc biệt rõ rệt và kéo dài